# 薩瓦里塔高地 (亞利桑那州)
薩瓦里塔高地（英語：Sahuarita Heights）是位於美國亞利桑那州皮馬縣的一個非建制地區。該地的面積和人口皆未知。

## 地理
薩瓦里塔高地的座標為31°57′00″N 110°55′31″W / 31.95000°N 110.92528°W，而該地的平均海拔高度為841米（即2759英尺）。